# Quarto potere
Quarto potere (Citizen Kane) è un film del 1941 co-sceneggiato, diretto, interpretato e prodotto da Orson Welles.
Primo lungometraggio del regista, girato all'età di venticinque anni, è liberamente ispirato alla biografia del magnate dell'industria del legno e dell'editoria William Randolph Hearst. Il film uscì nelle sale il 1º maggio 1941. Quarto potere è considerato uno dei migliori film della storia del cinema. L'American Film Institute, la rivista cinematografica Sight & Sound e la BBC l'hanno giudicato il miglior film statunitense di sempre.
Il film narra la vita del magnate della stampa Charles Foster Kane (interpretato dallo stesso Welles), incapace di amare se non "solo alle sue condizioni", con la conseguenza di creare il vuoto attorno a sé e rimanere solo all'interno della sua gigantesca residenza (Xanadu, nella versione italiana Candalù), dove muore abbandonato da tutti. Welles, servendosi di una sequenza di flashback (sei, compreso il cinegiornale), mostra i frammenti della vita del magnate, quasi fossero i pezzi di un gigantesco puzzle (rompicapo che metaforicamente appare più volte nel film). Allo spettatore è lasciato il compito di ricomporre - in tutta la sua complessità - la personalità di Charles Foster Kane. Ma si tratta di uno sforzo vano, poiché i frammenti della vita di Kane non permettono di comprenderne l'intima essenza, se non a chi fu testimone dell'unico fatto - di fondamentale importanza - che determinò il trauma di Kane: l'allontanamento dai genitori, fortemente voluto dalla madre allo scopo di affidarlo alla tutela di un uomo d'affari, incaricato di amministrare la sua smisurata eredità. Kane, giovanissimo erede di una colossale fortuna, venne così strappato al suo mondo d'infanzia. Da adulto concepirà l'amore come possesso, non come dono, e ciò lo condurrà inesorabilmente alla disperazione e all'isolamento.
Nel 1989 il film è stato selezionato per la conservazione nel National Film Registry degli Stati Uniti dalla Biblioteca del Congresso come «culturalmente, storicamente o esteticamente significativo».

## Trama

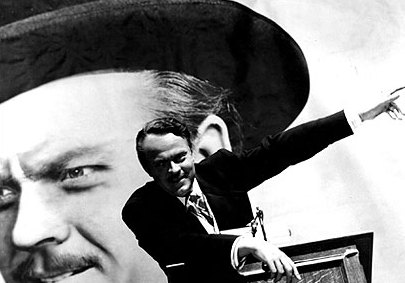
Charles Foster Kane (Orson Welles) nella scena della campagna elettorale

Nel castello di Candalù, in Florida, il vecchio magnate dell'editoria Charles Foster Kane è in punto di morte. Tenendo in mano una sfera di neve, dice come ultima parola "Rosabella" (Rosebud). 
Il direttore di un cinegiornale, che trasmetterà la storia di Kane, incarica il giornalista Jerry Thompson di scoprire il significato della parola "Rosabella". Thompson si reca inizialmente dalla seconda moglie di Kane, Susan Alexander Kane, ora alcolizzata e proprietaria di un nightclub, che però si rifiuta di parlargli. Si reca poi nell'ufficio del defunto banchiere Walter Parks Thatcher: leggendo le sue memorie, scopre che l'infanzia di Kane iniziò in povertà in Colorado.
Nel 1871, dopo aver scoperto di possedere una miniera d'oro, sua madre Mary lo affidò a Thatcher per istruirsi. Il piccolo Kane, che stava giocando con uno slittino nella neve, protestò e scagliò lo slittino contro il banchiere. Ottenuto il controllo delle sue finanze a 25 anni, Kane entrò nel mondo del giornalismo e rilevò il New York Inquirer, concentrandosi sulla stampa scandalistica, in particolare contro Thatcher.
Thompson intervista Bernstein, il braccio destro di Kane. Bernstein ricorda che Kane, ormai di successo, manipolò l'opinione pubblica sulla guerra ispano-americana e sposò Emily Norton, nipote di un Presidente degli Stati Uniti. Thompson intervista poi l'ex migliore amico di Kane, Jonathan Leland, in una casa di riposo.
Leland ricorda che il matrimonio di Kane e Emily andò deteriorandosi negli anni e che Kane intraprese una relazione con la cantante Susan Alexander mentre era candidato governatore di New York. Sia la moglie che il suo avversario politico scoprirono la relazione e il conseguente scandalo pubblico pose fine alla sua carriera politica. Kane sposò Susan, in seguito al divorzio da Emily, e la costrinse ad intraprendere un'umiliante carriera lirica, per cui lei non aveva né il talento né l'ambizione.
Susan decide di acconsentire all'intervista con Thompson e ricorda che Kane le consentì di abbandonare l'opera dopo il suo tentato suicidio. Dopo anni di isolamento e di oppressione a Candalù, Susan lasciò Kane. Il suo maggiordomo, Raymond, racconta che dopo la partenza di Susan, Kane iniziò a sfasciare la sua camera ma si fermò improvvisamente quando notò una sfera di neve e disse “Rosabella”.
A Candalù, i beni di Kane vengono catalogati e quelli ritenuti inutili eliminati. Thompson conclude di aver fallito e che dunque il significato di “Rosabella” resterà un mistero. Il finale del film, tuttavia, rivela allo spettatore che “Rosabella” è il marchio dello slittino con cui Kane da piccolo stava giocando quando fu costretto a lasciare la sua casa in Colorado. Creduto un oggetto inutile, lo slittino viene bruciato in una fornace. Un ulteriore movimento di macchina va a seguire il fumo che esce dalla tenuta di Candalù, per concludersi (in un movimento contrario a quello di inizio film) e fermarsi sulla scritta "NO TRESPASSING", a simboleggiare l'impossibilità di scavare così a fondo nella vita di una persona.

## Personaggi

### Personaggi principali
- Charles Foster Kane, interpretato da Orson Welles: il Cittadino Kane del titolo originale, un ricco e megalomane editore di un giornale la cui vita è il soggetto del film.
- Jerry Thompson, interpretato da William Alland: il reporter incaricato di scoprire il significato delle ultime parole di Kane, "Rosabella". Thompson viene visto solo nell'ombra o di schiena.
- Jim W. Gettys, interpretato da Ray Collins: rivale politico di Kane e governatore in carica di New York. Kane sembra essere il front-runner nella campagna, ma Gettys espone la relazione di Kane con Susan Alexander, la quale lo porta alla sua sconfitta.
- Susan Alexander Kane, interpretata da Dorothy Comingore: amante di Kane, che diverrà poi la sua seconda moglie.
- Jedediah Leland, interpretato da Joseph Cotten: è il migliore amico di Kane e il primo reporter del suo giornale. Leland continua a lavorare per Kane mentre il suo impero cresce, anche se i due si allontanano nel corso degli anni. Kane licenzia Leland dopo che lui ha scritto una pessima recensione sull'esordio lirico di Susan Alexander Kane.
- Walter Parks Thatcher, interpretato da George Coulouris: un banchiere tirchio che diventa il tutore legale di Kane.
- Mary Kane, interpretata da Agnes Moorehead: madre di Kane.
- Jim Kane, interpretato da Harry Shannon: padre di Kane.
- Mr. Bernstein, interpretato da Everett Sloane: amico di Kane e impiegato che gli rimane fedele fino alla fine. Secondo la RKO Pictures, Sloane accettò di radersi i capelli a zero per 2400 dollari.[5]
- Emily Monroe Norton Kane, interpretata da Ruth Warrick: prima moglie di Kane e nipote del Presidente. Lo lasciò dopo aver scoperto la sua relazione con Susan Alexander. Muore in un incidente stradale assieme al loro unico figlio.
- Raymond, interpretato da Paul Stewart: il cinico maggiordomo di Kane che lo assiste nei suoi ultimi giorni. Stewart scoprì Welles quando era un produttore radiofonico.[6]

### Personaggi secondari
- Georgia Backus nel ruolo di Bertha Anderson.
- Fortunio Bonanova nel ruolo di Signor Matiste.
- Sonny Bupp nel ruolo di Charles Foster Kane III: figlio di Kane, muore assieme alla madre in un incidente stradale. Bupp fu l'ultimo membro del cast del film a morire; morì infatti nel 2007.[7]
- Buddy Swan nel ruolo di Charles Foster Kane da giovane.
- Erskine Sanford nel ruolo di Herbert Carter.
- Gus Schilling nel ruolo di Capocameriere.
- Philip Van Zandt nel ruolo di Mr. Rawlston.

## Produzione

### Sceneggiatura

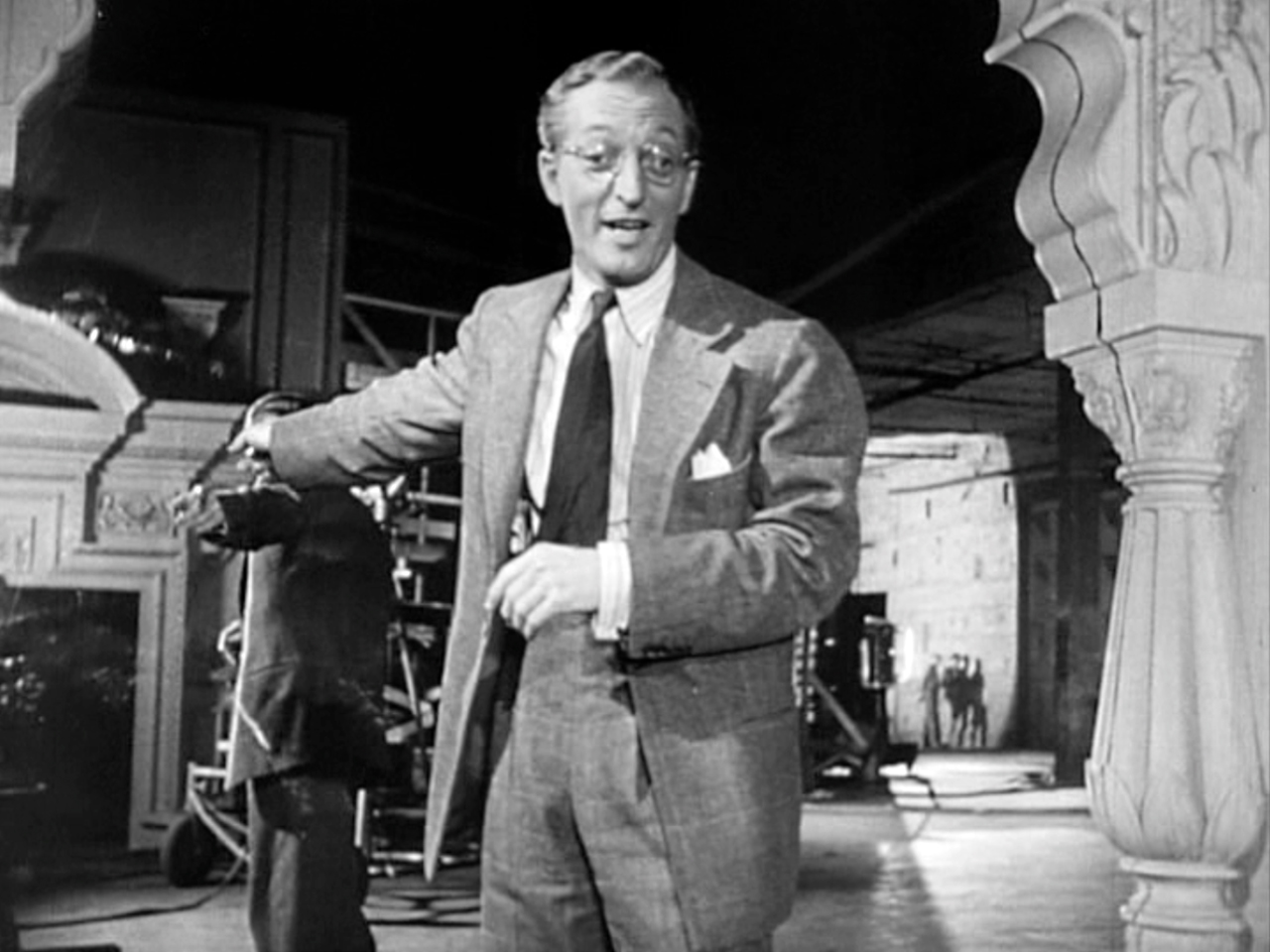
Bernstein (Everett Sloane)

Il 21 agosto 1939 Orson Welles sottoscrive con la RKO Pictures un contratto giudicato all'epoca come il più vantaggioso contratto mai offerto da uno studio: questo contratto gli consente di ricoprire i ruoli di attore, sceneggiatore, regista e produttore. Il compenso previsto nel contratto è di 50 000 dollari immediati e il 20% degli incassi lordi, per la realizzazione di tre film. Il contratto concede inoltre a Welles la libertà artistica assoluta sulle sue opere, cosa del tutto innovativa per l'epoca e che destò invidia in molti.
Prima di Quarto potere Welles aveva pianificato di girare Heart of Darkness (tratto dall'omonimo romanzo di Joseph Conrad) e Smiler with a Knife ma entrambi i progetti naufragarono per diversi motivi; senza perdersi d'animo Welles si concentrò quindi su quello che doveva essere il suo terzo film, che divenne invece il suo debutto. Stavolta scelse di non adattare nessun testo esistente, preferendo scrivere di proprio pugno un soggetto originale insieme a Herman J. Mankiewicz, traendo ispirazione dalla vita del magnate della stampa William Randolph Hearst, romanzandone in parte gli avvenimenti. In tutto gli autori impiegarono circa tre mesi per scrivere la sceneggiatura. Durante questo periodo Mankiewicz fu ricoverato per malattia e dovette lavorare sul copione dal letto d'ospedale. Inizialmente alla bozza diedero il nome provvisorio di Welles 1, poi scelsero di cambiarlo in American poiché la trama del film si rifaceva al leggendario sogno americano, infine venne scelto Citizen Kane. Il film costò 839 727 dollari.

### Casting

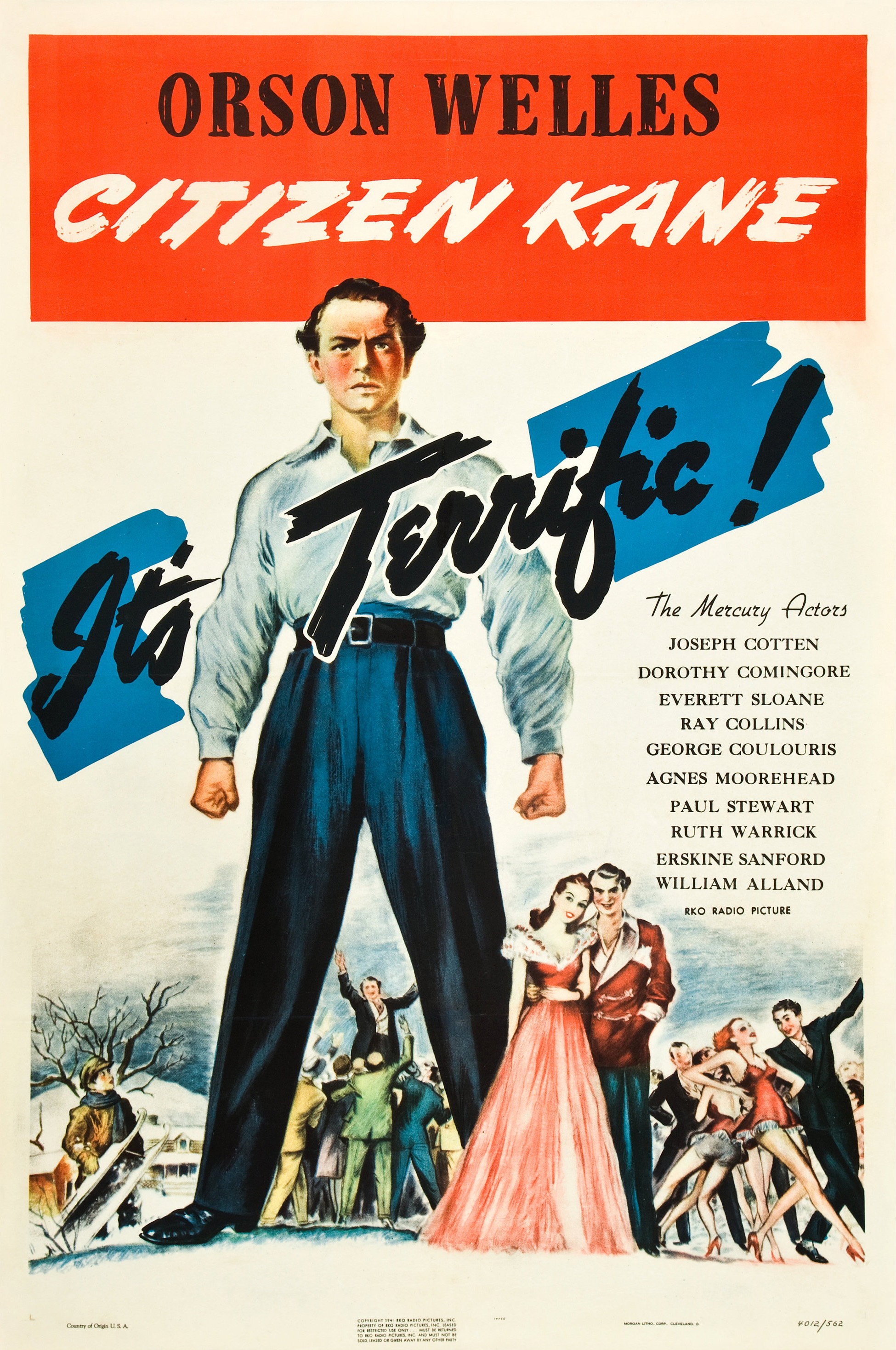
Una locandina utilizzata per promuovere il film

Nei titoli di coda del film c'è scritto "Molti degli attori protagonisti di Quarto potere sono nuovi al grande schermo. Il Mercury Theatre è fiero di presentarveli". Welles, assieme all'amico John Houseman, li unì in un gruppo conosciuto come i "Mercury Players", per eseguire la sua produzione al Mercury Theatre nel 1937. Dopo aver accettato il suo contratto di Hollywood nel 1939, Welles lavorò tra Los Angeles e New York dove il Mercury Theatre continuò la sua trasmissione radiofonica settimanale per The Campbell Playhouse. Welles volle tutti i Mercury Players a debuttare nel suo film, ma l'annullamento del progetto di The Heart of Darkness nel dicembre 1939 creò una crisi finanziaria per il gruppo e alcuni attori trovarono lavoro altrove. Questo causò un attrito tra Welles e Houseman, e la loro collaborazione finì.
I dirigenti della RKO notarono con disappunto che molti dei ruoli principali furono affidati a degli sconosciuti, ma il contratto di Welles gli dava questa libertà e loro non poterono intervenire. Nel film debuttano William Alland, Agnes Moorehead, Everett Sloane, Ruth Warrick e lo stesso Welles. Alan Ladd apparve, non accreditato, nel ruolo di uno dei giornalisti.

### Riprese
Le riprese durarono dal 29 giugno 1940 al 23 ottobre 1940. Il film fu girato su pellicola in 35 mm.
Una delle prime scene ad essere girate fu quella dei giornalisti che discutono sul cinegiornale: Welles era impaziente di iniziare a girare e usò la sala di proiezione della RKO, mentre la costruzione delle scenografie vere e proprie era ancora in corso. Tra i giornalisti che compaiono nel gruppo figura anche Joseph Cotten (il personaggio di Leland), il che non ha senso dal punto di vista della trama, a riprova che il cast non era stato ancora definito con precisione.

## Distribuzione

### Data di uscita
| Date di uscita internazionali | Date di uscita internazionali | Date di uscita internazionali |
| Paese                         | Data                          | Titolo                        |
| ----------------------------- | ----------------------------- | ----------------------------- |
| Stati Uniti                   | 1º maggio 1941                | Citizen Kane                  |
| Brasile                       | 16 giugno 1941                | Cidadão Kane                  |
| Argentina                     | 27 agosto 1941                | El ciudadano                  |
| Portogallo                    | 27 ottobre 1941               | O Mundo a Seus Pés            |
| Australia                     | 15 gennaio 1942               | Citizen Kane                  |
| Regno Unito                   | 24 gennaio 1942               | Citizen Kane                  |
| Grecia                        | 26 gennaio 1942               | Politis Kane                  |
| Svezia                        | 26 gennaio 1942               | En sensation                  |
| Spagna                        | 11 febbraio 1946              | Ciudadano Kane                |
| Francia                       | 3 luglio 1946                 | Citizen Kane                  |
| Italia                        | 25 novembre 1948              | Quarto potere                 |
| Germania Ovest                | 29 giugno 1962                | Citizen Kane                  |

### Edizione italiana
Il primo doppiaggio italiano del film fu eseguito dalla C.D.C. presso la Fono Roma e diretto da Franco Schirato su dialoghi di Alberto Liberati e Roberto De Leonardis. Nel 1966 il film fu rieditato nelle sale con un nuovo doppiaggio sempre ad opera della C.D.C.; questa versione, oltre a cambiare alcuni nomi (Rosebud diventa Rosabella, Xanadu diventa Candalù e Jedediah Leland viene ribattezzato Jonathan), era stata originariamente accorciata di circa un quarto d'ora tramite brevi tagli nell'arco di tutto il film. Vennero quasi completamente tagliati anche i titoli di coda, sostituiti da crediti che comparivano in sovrimpressione sulle inquadrature iniziali. Inoltre il doppiaggio fu realizzato senza utilizzare la colonna internazionale, sostituendo completamente la colonna sonora. A partire dalla prima edizione DVD del 2004 il film viene distribuito in versione integrale, sempre con il ridoppiaggio del 1966, ripristinando tutte le scene tagliate in inglese sottotitolato.

## Accoglienza

### Incassi
Il film risulterà un successo per la critica e per gli addetti ai lavori, ma un clamoroso insuccesso di pubblico. Alla sua uscita americana venne attaccato da chi vi vedeva un inopportuno ritratto di William Randolph Hearst e subì un boicottaggio mediatico da parte della stampa controllata dallo stesso Hearst. Alla cerimonia degli Oscar ricevette però ben nove nomination, ma le critiche pesarono sulla giuria e, assieme allo stile troppo innovativo, determinarono l'assegnazione di una sola statuetta, alla migliore sceneggiatura originale. A vincere al suo posto gli Oscar di miglior film e miglior regista fu Com'era verde la mia valle.
In Europa il film arrivò solo dopo la guerra e non ricevette buone recensioni. Celebre fu la stroncatura di Jean-Paul Sartre, che non gradì il gusto "ridondante" e "barocco". Nei decenni successivi però il film si prese una rivincita, confermando la sua importanza nella storia del cinema e venendo scelto dai critici e dai registi come "film più bello di sempre".
Il 1º maggio 1991, in occasione del 50º anniversario, il film viene ridistribuito in sala negli USA con un incasso totale 1 585 634 dollari.

### Critica
Il film subì sin dalla sua uscita nelle sale il boicottaggio di William Randolph Hearst, che riuscì a limitarne la circolazione, impedendo che venisse recensito o anche solo menzionato da tutti i giornali e le radio di sua proprietà. Inoltre offrì alla RKO 800 000 dollari affinché la pellicola venisse distrutta e i negativi bruciati. La RKO non cedette e il film ottenne numerose candidature ma il premio Oscar solo per la migliore sceneggiatura originale. Dal punto di vista commerciale il film non fu certo un successo, e questo si deve al boicottaggio della stampa di Hearst, anche se i risultati del botteghino furono meno disastrosi di quanto voci successive hanno fatto credere per lungo tempo. È però indubbio che il prestigio di Welles alla RKO ne uscì fortemente ridimensionato.
La vita di Kane ricorda in molti punti quella di Hearst, per la precisione:
- La ricchezza dei genitori di Kane dipende da una miniera d'oro, esattamente come quelli di Hearst.
- Nonostante i grandi possedimenti ereditari, Kane si interessa quasi esclusivamente del suo piccolo giornale, e lo espande fino a farlo diventare un giornale a tiratura nazionale.
- Le due mogli, di cui la seconda un'attrice/cantante/ballerina a cui ha cercato in vari modi di far decollare la carriera.
- I continui fallimenti politici.
- La realizzazione di Xanadu ricorda molto il Castello Hearst.
- La mania di collezionismo; Kane infatti compra ogni genere di opera d'arte per il solo gusto di possederla, esattamente come Hearst.
- Il ritirarsi a vita privata ed evitare ogni contatto negli ultimi anni.
- Le prese di posizione tutt'altro che imparziali dei suoi giornali.

Solo a partire dagli anni cinquanta la critica mondiale iniziò a considerare Quarto potere un capolavoro. Da allora la fama del film non cessò la sua ascesa: l'American Film Institute lo annovera al primo posto nella classifica dei migliori cento film di tutti i tempi; il National Film Registry lo ha selezionato tra i film di cui debba essere garantita la conservazione e la trasmissione ai posteri; dal 1962 al 2002 è stato in cima alla classifica dei migliori film di tutti i tempi realizzata, ricorrendo alla consultazione di critici cinematografici di tutto il mondo, dalla prestigiosa rivista inglese Sight & Sound.
Pino Farinotti assegna nel suo dizionario ben cinque stelle al film, il massimo voto possibile e Morando Morandini si associa assegnando anch'egli cinque stelle a Quarto potere nella sua guida (anche qui il massimo possibile). Anche il Dizionario dei film di Paolo Mereghetti gli assegna quattro stelle, il massimo.
È costantemente presente nella Top 250 di IMDb su Rotten Tomatoes ha una percentuale di gradimento del 99% basato 134 recensioni con un voto di 9.70 su 10.
È stato inserito nella lista del sito theyshootpictures.com al 1º posto dei migliori 1.000 film di sempre; compare inoltre in cima alla lista dei migliori film di films101.com e al 3º posto della classifica stilata dai lettori di Time Out.

#### Tematiche trattate e analisi

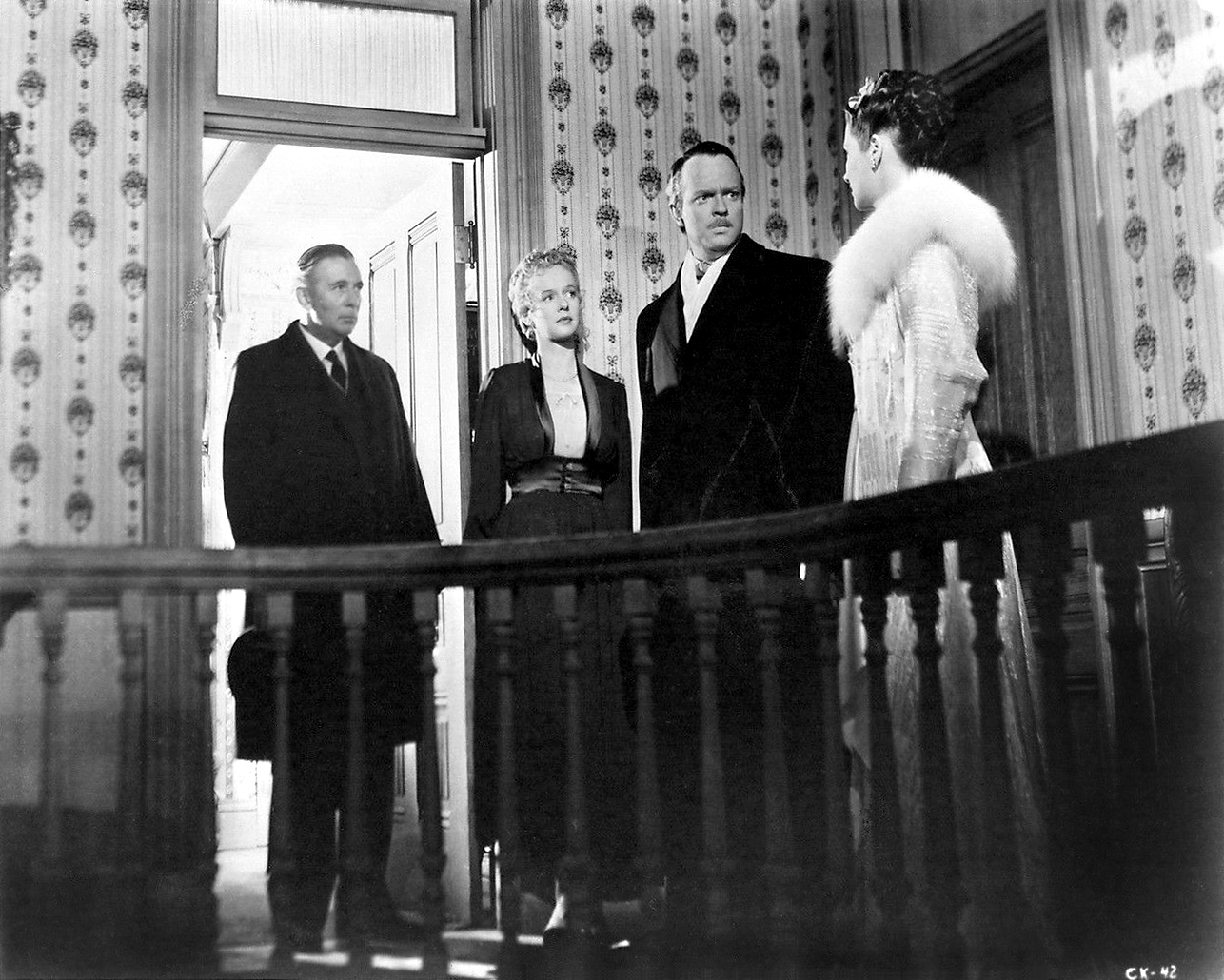
Ray Collins, Dorothy Comingore, Orson Welles e Ruth Warrick in una scena del film

Come ha acutamente osservato lo scrittore argentino Jorge Luis Borges in una recensione del 1941, lo stesso anno in cui uscì il film, il risultato è un "giallo metafisico" che ha come oggetto un'indagine psicologica e allegorica degli aspetti più intimi e nascosti della personalità di un uomo, mediante le parole di chi durante la sua vita lo conobbe a fondo.
Dopo la ricostruzione dell'immagine pubblica a cura del cinegiornale il protagonista viene dunque ricomposto, pezzo dopo pezzo, tramite i racconti di cinque personaggi, che ne danno immagini diverse e spesso dissonanti tra loro. Senza precedenti è quindi la struttura narrativa a incastro e il fatto che il protagonista appaia in maniera diretta solo nei pochi secondi all'inizio del film, mentre sta morendo, infrangendo la regola fondamentale dell'illusione di realtà del cinema classico.
Nessuno però riesce a spiegare il mistero di Rosabella. Esaustive nel comprendere goccia a goccia il sottile significato della vicenda sono le frasi «Forse Rosabella fu qualcosa che lui perse...» e «In tutta la tua vita non hai mai fatto un investimento, hai adoperato il denaro solo per comprare la roba!», nell'illusione che l'accumulo di oggetti materiali potesse compensare in qualche modo il suo vuoto interiore.
Kane mette in evidenza le ambiguità del sogno americano. Numerosi critici (tra cui Paolo Bertetto) hanno ipotizzato che, dietro la vicenda dell'uomo-Kane, ci sia una intenzione metaforizzante: il magnate che ha iniziato la sua fortuna grazie all'oro di una miniera per poi franare nell'impossibilità di amare a seguito della sua caduta nelle spire degli interessi economici rappresenterebbe l'America e la sua "caduta", dovuta proprio ad un surplus di risorse accumulate (vedi Crisi del '29), dalla condizione di grazia di "giovane nazione". Significativo, al riguardo, sarebbe il parallelismo tra la vecchia slitta (Rosabella) e la corrispettiva slitta nuova ricevuta da Kane dopo l'affidamento al tutore.
Secondo altri la subitanea morte di Kane potrebbe significare anche una morte simbolica del cinema classico, con l'opera di Welles che diventa il primo episodio di cinema moderno: senza un protagonista presente, senza un lieto fine, senza un senso palese, dove lo spettatore deve cogliere l'essenza pensando e riflettendo sugli indizi che gli fornisce il regista. Per la prima volta né il narratore né lo spettatore sanno niente né tanto meno apprendono qualcosa durante la storia.
Secondo parte del pubblico e della critica, l'intero film si reggerebbe su un errore logico in quanto nel momento in cui il morente Kane pronuncia la sua ultima misteriosa parola, tutto nelle immagini del film farebbe credere che egli sia solo nella sua stanza; l'infermiera che verifica la morte del magnate entra nella stanza dopo la rottura della sfera di vetro che egli aveva in mano e che lascia cadere, quindi sembra impossibile che qualcuno abbia sentito la sua ultima parola. In realtà, verso la conclusione della pellicola, si scopre che il maggiordomo Raymond aveva assistito alla morte di Kane fuori campo. In ogni caso, questo dettaglio è piuttosto secondario, perché tutta l'opera di Welles si basa sul potere assoluto della finzione, ribadendo come il cinema sia nell'essenza un'attrazione "magica", piuttosto che un veicolo di storie illusoriamente reali.

## Riconoscimenti
Il 26 febbraio 1942 Quarto potere ottenne nove candidature ai Premi Oscar 1942, vincendo una statuetta per la migliore sceneggiatura originale. Quell'anno Bernard Herrmann, nominato al premio per la colonna sonora per il film di Welles, vinse la statuetta per la colonna sonora ma non per Quarto potere bensì per L'oro del demonio (1941). Welles fu il primo uomo ad essere nominato come produttore, regista, attore e sceneggiatore per lo stesso film.
Nel 1998 l'American Film Institute ha collocato Quarto potere al primo posto della AFI's 100 Years... 100 Movies, ovvero la lista dei cento film americani più importanti (precedendo Casablanca, Il padrino e Via col vento); nel 2007 la stessa AFI ha redatto una nuova lista includendo i film più recenti, tuttavia il film di Welles conserva il primato. Inoltre una citazione dal dialogo del film è stata inserita nella lista delle migliori battute di sempre, per la precisione si tratta della battuta "Rosabella", pronunciata dal morente Kane e collocata al 17º posto.
Nel 1989 negli Stati Uniti è stato selezionato dal National Film Registry per la conservazione.
- 1942 – Premio Oscar
  - Migliore sceneggiatura originale a Orson Welles e Herman J. Mankiewicz
  - Candidatura al miglior film a Orson Welles e George Schaefer
  - Candidatura al migliore regia a Orson Welles
  - Candidatura al miglior attore protagonista a Orson Welles
  - Candidatura al migliore fotografia a Gregg Toland
  - Candidatura al migliore scenografia a Perry Ferguson, Van Nest Polglase, A. Ronald Fields e Darrell Silvera
  - Candidatura al miglior colonna sonora a Bernard Herrmann
  - Candidatura al miglior montaggio a Robert Wise
  - Candidatura al miglior sonoro a John Aalberg
- 1941 – National Board of Review Award
  - Miglior film
- 1941 – New York Film Critics Circle Award
  - Miglior film

### Cimeli
Dai depositi della RKO Pictures sono emersi vari cimeli del film. Di slittini "Rosebud" vennero prodotte alcune copie in balsa, destinate ad essere bruciate durante le riprese della scena finale. Sul set ne vennero distrutte due, una per l'inquadratura panoramica e una per l'inquadratura del dettaglio in primo piano. Una terza è stata ritrovata e messa all'asta nel 1982, quando venne acquistata dal regista Steven Spielberg per 55.000 dollari. Una foto dell'epoca lo ritrae con lo slittino, che nella foto è di colore rosso.
La coppa "Welcome home Mr. Kane" è stata messa in vendita in un'asta Ebay nell'inverno 2008 al prezzo di 2 710 000 dollari.

## Influenza culturale
(François Truffaut)
Con Quarto potere, Orson Welles rivoluziona le pratiche del cosiddetto "cinema delle origini" rifondando, di fatto, le tecniche della ripresa cinematografica; rielaborando meccanica, ottica e illuminotecnica ricostruisce e migliora lo stile di maestri del primo cinema. Dagli stessi maestri, David Wark Griffith prima di altri (regista nel 1915 de Nascita di una nazione),  trae ispirazione e suggerimenti. Welles fonde in modo magistrale elementi del teatro e del cinema ricostruendo il punto di vista dello spettatore con inquadrature innovative. Nessuno aveva mai osato tanto fino a quel momento. In particolare, è evidente l'uso espressionistico di luci e ombre che rivela l'influenza esercitata su Welles dal cinema tedesco,  si pensi a Fritz Lang, e russo.

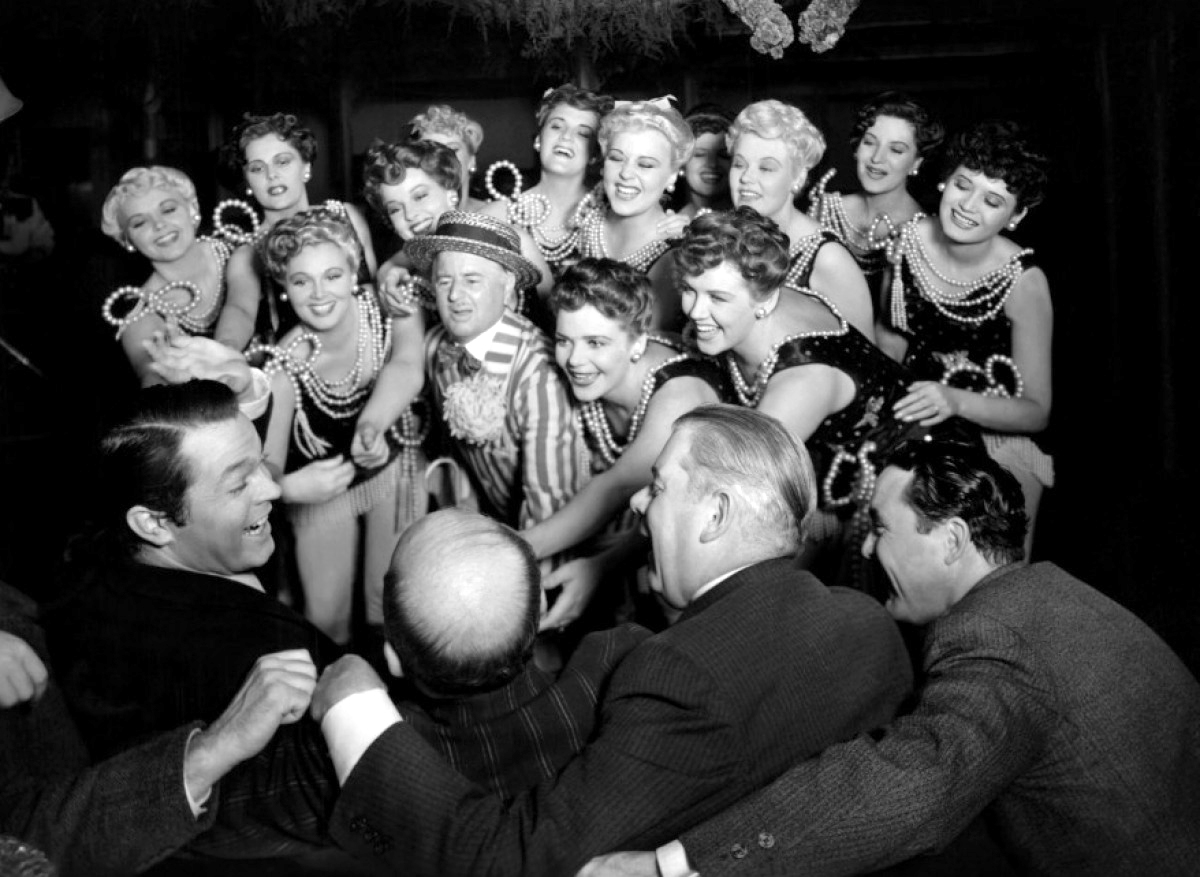
La musica del film comprende il tema principale, Oh, Mr. Kane, di Pepe Guízar con gli effetti speciali di Herman Ruby

Ma l'aspetto più innovativo del film è costituito dall'uso, per la prima volta consapevole e sistematico, della profondità di campo e del piano sequenza (un'inquadratura che dura tutta una sequenza). La profondità di campo è una tecnica che permette a tutto ciò che appare nell'inquadratura, sia in primo piano che sullo sfondo, di essere costantemente a fuoco. Questa tecnica, che compare anche nei film dei fratelli Lumière, era stata bandita da Hollywood perché distraeva lo spettatore con dettagli insignificanti e infrangeva la regola della gerarchia tra primo piano e sfondo. Welles, con l'aiuto del genio del leggendario direttore della fotografia, Gregg Toland, riprese la profondità di campo ispirandosi agli stili di Erich von Stroheim e John Ford (Welles vide trenta volte Ombre rosse durante la lavorazione di Quarto potere) e ricorrendo a speciali lenti e a una potentissima illuminazione del teatro di posa.
Dando il massimo contrasto tra primo piano e sfondo (come nella celebre scena del comizio, ripresa con la tecnica dell'angolo olandese, dove giganteggia una fotografia di Kane dietro il palco), Welles e Toland riuscirono a dare allo spazio una straordinaria potenza visiva. Contro le regole del cinema classico, in particolare quella della leggibilità immediata, era anche l'uso di lenti e obiettivi che vennero usate nel film per distorcere le immagini ottenendo effetti espressivi e simbolici.
Inoltre, altra trasgressione, è la mancanza di un tempo lineare, anzi la struttura temporale è composta da continui salti in avanti e salti indietro, addirittura con la ripetizione di alcuni episodi, come il debutto di Susan raccontato da due diversi narratori: per Leland il suggello del trionfo di Kane, per Susan dramma privato. La storia diventa quindi tutta un racconto soggettivo, influenzato dal pensiero dei narratori, demolendo completamente l'illusione di realtà.
Grande anticipazione del cinema moderno si trova nell'uso della cinepresa: essa non è un dato oggettivo, né uno strumento per mostrare il punto di vista dei personaggi; essa si muove invece indipendente per il set: è lo sguardo del regista. Non è un caso quindi nemmeno che sia la cinepresa e solo lei a sciogliere il mistero di Rosabella.

### In inglese
- Callow, Simon. Orson Welles: Hello Americans London: Johnathon Cape, 2006. ISBN 0-224-03853-2.
- Carringer, Robert L. The Making of Citizen Kane. University of California Press, 1985. ISBN 0-520-05876-3.
- Gottesman, Ronald, ed. Focus on Citizen Kane. Englewood Cliffs, N.J.: Prentice-Hall, 1971.
- Nasaw, David. The Chief: The Life of William Randolph Hearst.New York: Houghton Mifflin, 2000.